# Bárbara Leal
Bárbara Leal, född 1790, död 1857, var en portugisisk skådespelare.  
Hennes tidiga karriär är bristfälligt känd, men det är känt att hon var engagerad vid Teatro do Bairro Alto, där hon spelade de kvinnliga huvudrollerna, och sedan vid Teatro do Salitre och Teatro da Rua dos Condes. När Portugals första nationalteater Teatro Nacional D. Maria II öppnade i Lissabon 13 april 1846 engagerades hon där och blev en av dess mer kända aktörer. Hon är främst känd för rollerna som komisk subrett. 